# Bisdom Huelva
Het bisdom Huelva (Latijn: Dioecesis Onubensis) is een rooms-katholiek bisdom met als zetel Huelva, hoofdstad van de provincie Huelva, in Spanje. Het bisdom is suffragaan aan het aartsbisdom Sevilla.

## Geschiedenis
Het bisdom werd opgericht op 22 oktober 1953, uit delen van het aartsbisdom Sevilla. Op 2 juli 1971 veranderde de Latijnse naam van het bisdom van Huelvensis naar Onubensis. 

## Parochies
Het bisdom had in 2021 een oppervlakte van 10.128 km2 en telde 508.550 inwoners waarvan 97,0% rooms-katholiek was.

## Bisschoppen
- Pedro Cantero Cuadrado (22 oktober 1953 - 20 mei 1964)
- José María García Lahiguera (7 juli 1964 - 1 juli 1969)
- Rafael González Moralejo (28 november 1969 - 27 oktober 1993)
- Ignacio Noguer Carmona (27 oktober 1993 - 17 juli 2006)
- José Vilaplana Blasco (17 juli 2006 - 15 juni 2020)
- Santiago Gómez Sierra (15 juni  2020 - heden)

Sevilla (aartsbisdom) · Cádiz y Ceuta · Córdoba · Huelva · Canarische Eilanden · Jerez de la Frontera · San Cristóbal de La Laguna